# Les Collines (album)
 (août 2023).
La mise en forme du texte ne suit pas les recommandations de Wikipédia : il faut le « wikifier ».
Les points d'amélioration suivants sont les cas les plus fréquents :
- Les titres sont pré-formatés par le logiciel. Ils ne sont ni en capitales, ni en gras.
- Le texte ne doit pas être écrit en capitales (les noms de famille non plus), ni en gras, ni en italique, ni en « petit »…
- Le gras n'est utilisé que pour surligner le titre de l'article dans l'introduction, une seule fois.
- L'italique est rarement utilisé : mots en langue étrangère, titres d'œuvres, noms de bateaux, etc.
- Les citations ne sont pas en italique mais en corps de texte normal. Elles sont entourées par des guillemets français : « et ».
- Les listes à puces sont à éviter, des paragraphes rédigés étant largement préférés. Les tableaux sont à réserver à la présentation de données structurées (résultats, etc.).
- Les appels de note de bas de page (petits chiffres en exposant, introduits par l'outil «  Source ») sont à placer entre la fin de phrase et le point final[comme ça].
- Les liens internes (vers d'autres articles de Wikipédia) sont à choisir avec parcimonie. Créez des liens vers des articles approfondissant le sujet. Les termes génériques sans rapport avec le sujet sont à éviter, ainsi que les répétitions de liens vers un même terme.
- Les liens externes sont à placer uniquement dans une section « Liens externes », à la fin de l'article. Ces liens sont à choisir avec parcimonie suivant les règles définies. Si un lien sert de source à l'article, son insertion dans le texte est à faire par les notes de bas de page.
- La présentation des références doit suivre les conventions bibliographiques. Il est recommandé d'utiliser les modèles {{Ouvrage}}, {{Chapitre}}, {{Article}}, {{Lien web}} et/ou {{Bibliographie}}. Le mode d'édition visuel peut mettre en forme automatiquement les références.
- Insérer une infobox (cadre d'informations à droite) n'est pas obligatoire pour parachever la mise en page.

Pour une aide détaillée, merci de consulter Aide:Wikification.
Si vous pensez que ces points ont été résolus, vous pouvez retirer ce bandeau et améliorer la mise en forme d'un autre article.
Albums de Alizée
Psychédélices
(2007) 5
(2013)
Singles de Alizée
Fifty Sixty
(2008) Limelight
(2010)
Pistes de Une enfant du siècle
La candida 14 décembre
Les Collines (Never Leave You) est le premier single du quatrième album studio Une enfant du siècle de la chanteuse française Alizée. Il est sorti le 8 mars 2010 sous les labels Wisteria, Institubes et Jive Epic,.
La chanson est de style synthpop avec des paroles mélangeant le français et l'anglais.

## Clip vidéo
Le clip est diffusé pour la première fois le 19 mars 2010, et est réalisé par Hawaii Fantome.
Il met en scène Alizée interprétant Edie Sedgwick, une actrice et mannequin, qui ne veut plus être une factory girl et décide à contre cœur de fuir New York par les collines,.
- Figurant : Alizée (Edie Sedgwick)
- Production : Wisteria song
- Directeur de la photographie : Camille Vivier
- Durée : 3 min 13 s

Un making-of du clip est sortie le 25 mars 2010, il a été réalisé par Yann Fournier et Laurent Lukic.

## Promotion

### Dans les médias
Le titre Les Collines (Never Leave You) est apparu en 2010 dans de nombreux magazine, Closer, Elle, Télé Star, TV Magazine, Voici.
Il passera de nombreuses fois en radio la même année, Europe 1, NRJ, radio contact, RTL, Pure FM,,.

### CD promo
Le CD promotionnel sérigraphié du single sort le 8 mars 2010, en édition limitée à 50 exemplaires.

## Remixes (2023)
La chanson a fait l'objet de nombreux remixes parmi lesquels :
- Les Collines (Jean Elan Radio Mix) - 3:34
- Les Collines (Sossure Remix) - 2:22
- Les Collines (Yan Wagner Remix) - 3:58
- Les Collines (IKS Remix) - 4:01
- Les Collines (The Teenagers Mix) - 4:19

En format CD et Maxi 45t.

## Critique
Le single a été salué par la critique, avec un écrit que la chanson "a donné une nouvelle vie à la carrière d'Alizée, un bon buzz dans un changement radical de style."